# Salvatore Vidal
Giovanni Andrea Contini, connu sous le nom de plume Salvatore Vidal (né v. 1575 (?)  ou le 26 octobre 1581 à Maracalagonis, en Sardaigne et mort le 28 janvier 1647 à Rome) est un religieux et un écrivain sarde du XVIIe siècle.

## Biographie
Salvatore Vidal est le nom de plume d'un moine franciscain de Maracalagonis dont le vrai nom est Giovanni Andrea Contini. Il est l'auteur de nombreux écrits en langue sarde, latin, toscan et espagnol. Il a beaucoup voyagé dans les nombreux couvents de son ordre disséminés en Espagne et Italie.
Il est attesté qu'il était aussi expert en langues orientales et est considéré comme étant un des hommes les plus cultivés de son époque.
Salvatore Vidal a étudié à Cagliari où il s'est diplômé en droit civil et canonique, consacré curé, pendant quelques années il a exercé la fonction de commissaire apostolique de la Sainte Croisade. Pendant 15 années, il a été curé de Muravera et Maracalagonis.
En 1617, il devient « Frate zoccolante »  à Cagliari et en 1619 il est envoyé en Espagne où il demeure dans les couvents d'Alcazar et Carthagène avant de se rendre à Rome où il étudie les langues orientales au collège San Pietro in Montorio.
Il voyagea pendant de nombreuses années en prêchant dans diverses villes italiennes.
Salvatore Vidal qui est l'un des rares sardes du XVIIe siècle à écrire indifféremment en latin, italien et espagnol a écrit de nombreux ouvrages.

## Œuvres littéraires
- Annales Sardiniae, pars I, Florentiae, 1639 (dédié à Ferdinando II, Grand- Duc de Toscane);
- Annales Sardiniae, pars II, Mediolani, 1645 (dédié à G. Arias Maldonato, conseiller au sénat de Milan.
- Clypeus aureus excellentiae calaritanae, Florentiae, 1641.
- Respuesta al historico Vico, Venetiis, 1644 (destinée à combattre la Apologatio honorifica que Francisco Vico avait publié en 1640, défendant son Historia general de Sardinia, critiquée par Vidal dans son Clypeus aureus).
- Urania Sulcitana de Salvatore Vidal: classicità e teatralità nella lingua sarda, Civiltà e storia di Sardegna ; Rédacteur : Sergio Bullegas ; Éditeur : Edizioni Della Torre, 2004, 542 pages.  (ISBN 887343391X) -  (ISBN 9788873433910),